# Jean Guillaume Garnier
Jean Guillaume Garnier, född den 13 september 1766 i Reims, död den 20 december 1840 i Bryssel, var en fransk matematiker.
Garnier författade utmärkta läroböcker i nästan alla matematiska discipliner (en sådan i analytisk geometri översattes till svenska av Lars Fredrik Svanberg, 1831) samt utgav 2 delar av Correspondance mathématique et physique och en ny upplaga av Bézouts Cours complet de mathématiques (1798). 